# Zastava 101
De Zastava 101 (Servisch: Застава 101) was een automodel van de Joegoslavische (later Servische) autofabrikant Zavodi Crvena Zastava. De 101, in de volksmond ook wel genaamd Stojadin (een naam die klinkt als Sto jedan, Servokroatisch voor 101), werd in Kragujevac geproduceerd onder een licentie van de Fiat 128 en was een van de meest bekende modellen van de fabriek.

## Geschiedenis
De auto werd voorgesteld in het voorjaar van 1971 op de tiende Autosalon in Belgrado. De meest opvallende verschillen ten opzichte van de Fiat 128 waren de andere emblemen en een compleet nieuwe achterkant, ontworpen naar het voorbeeld van de Simca 1100.

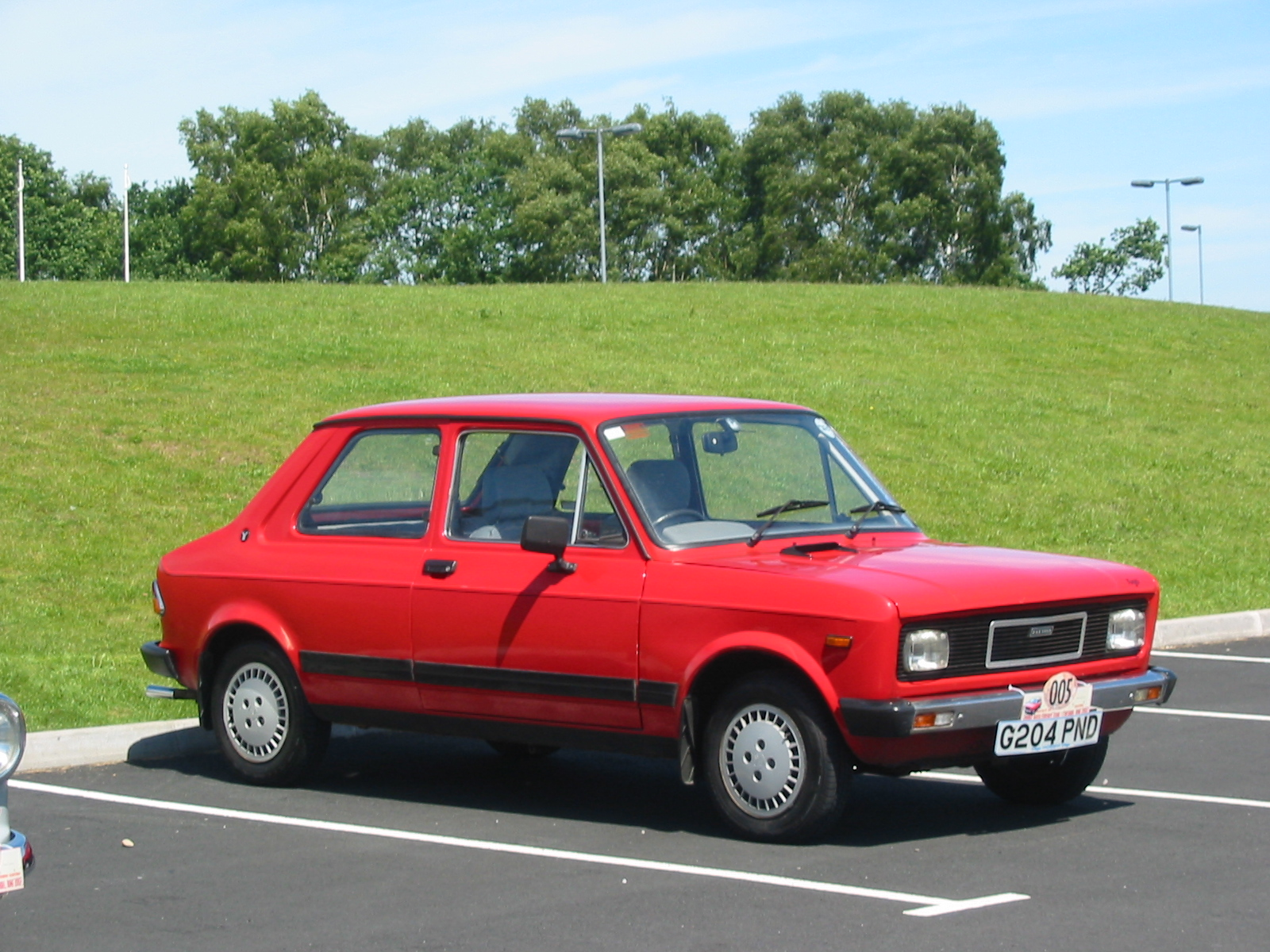
Zastava Yugo 311

Voor de binnenlandse markt werd de auto geproduceerd onder de naam Zastava 101. De auto werd vanaf het begin ook geëxporteerd naar de landen van het Oostblok en West-Europa. Omdat in Frankrijk Peugeot de rechten had op namen van drie cijfers met een 0 in het midden werd de auto buiten Joegoslavië al gauw verkocht als Zastava 1100 of Zastava 1300. In sommige landen, waaronder Finland en de Bondsrepubliek Duitsland, werd hij aanvankelijk als Fiat 128 Z of Fiat 1100 Z verkocht, later werd daar ook de merknaam Zastava gebruikt. Sinds 1982 werd het model aangeboden in het Verenigd Koninkrijk, aanvankelijk als Zastava 1100/1300, later heette de 3-deurs versie Yugo 311/313, de 4-deurs Yugo 411/413 en de 5-deurs Yugo 511/513 (afhankelijk van het motortype).
In Joegoslavië werd het al snel de meest populaire auto en zorgde geleidelijk voor het einde van de productie van oudere modellen Zastava 1300 en 1500 in 1979. De auto was vergeleken met de oude modellen veel moderner, de motor was levendig en zuinig en de carrosserie was modern en (vooral als gevolg van neerklapbare achterbank en de achterklep) veel praktischer. Het model werd bekritiseerd vanwege de tildrempel van de achterklep, die was aan de hoge kant om de stevigheid van de auto te garanderen.

### Ontwikkeling
De Zastava 101 was bij het begin van de productie alleen beschikbaar als 5-deurs hatchback en de 1116cc-motor met 55 pk (40,5 kW).
Medio 1974 werd het standaardmodel gewijzigd op de volgende punten:
- zilveren grille vervangen door zwart plastic, geen sierlijsten rond de koplampen,
- bredere hoedenplank,
- achterdeur kreeg asbakken,
- de vijfde deur werd nu opengehouden door een hydraulische telescoopveer.

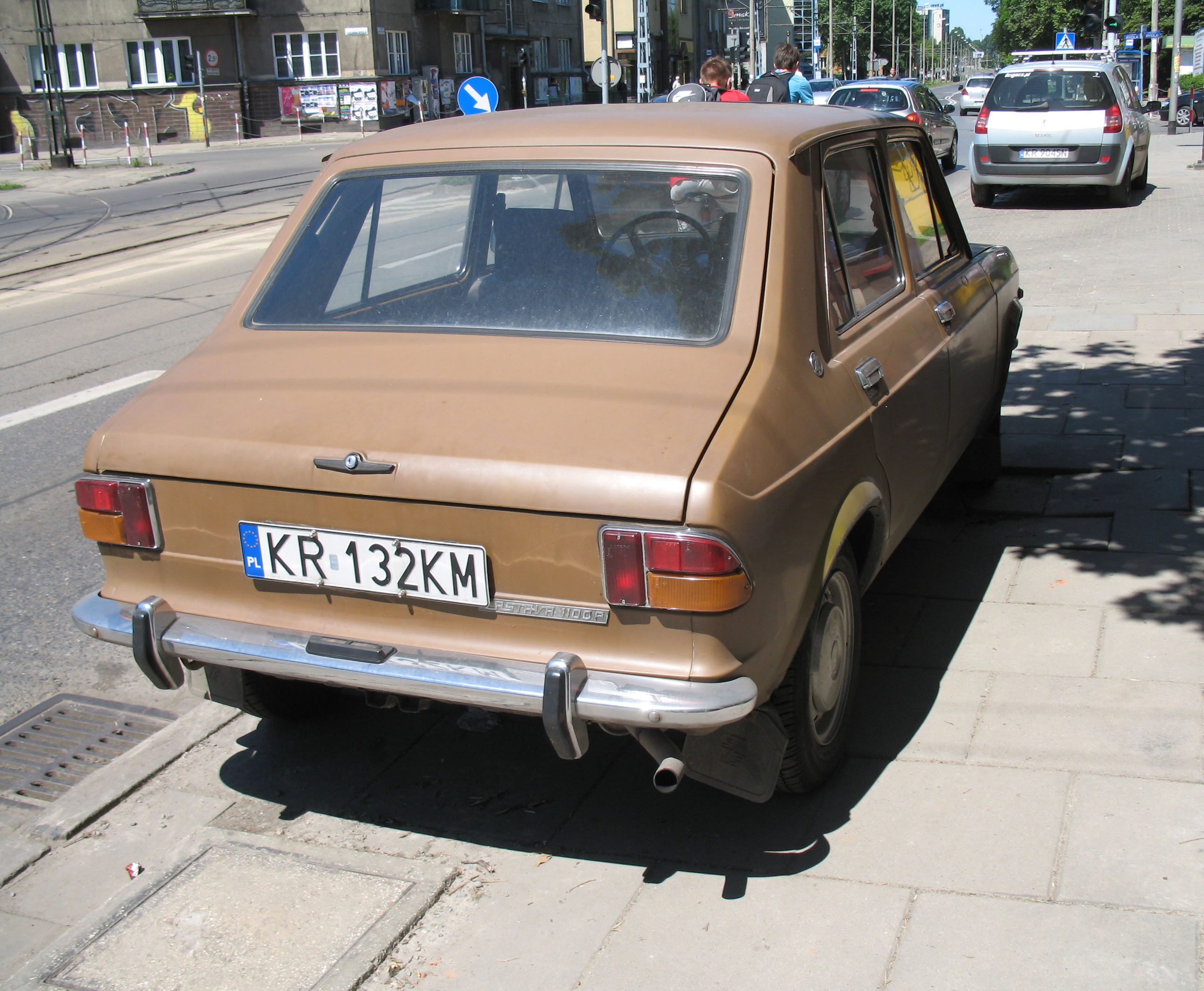
Zastava 1100 P

In datzelfde jaar werd met FSO een overeenkomst gesloten waarbij de auto ook in Polen gebouwd ging worden als Zastava 1100 P (geproduceerd tot 1976). Zastava ging in ruil daarvoor enkele Poolse automodellen produceren, zoals de Polski Fiat 125p.
Het verbeterde standaardmodel, 101 B (Basis), is vervaardigd tot 1978. De onderdelen waren niet meer afkomstig van FIAT maar werden geproduceerd in Joegoslavische fabrieken (DMB, 21 oktober, Teleoptik, Iskra). Ze zijn identiek aan die van FIAT maar de materialen waren vaak van mindere kwaliteit.
Begin 1975 werd een tweede uitvoering, de 101 L (Luxe), geïntroduceerd die afweek van het standaard model in de volgende zaken:
- op de grille een dikkere zilverkleurige lijn in het midden,
- rubberen stootlijst over de gehele breedte van de bumpers,
- comfortabele met stof beklede stoelen (standaardmodel had bekleding van skai/kunstleer),
- andere emblemen (zwart met chromen letters),
- achteruitrijverlichting,
- elektrische pomp voor ruitensproeier,
- temperatuursensor in plaats van een controlelampje.

In 1977 begon Zastava de productie van een nieuw model, de 101 S (Super). Verschillen ten opzichte van het Luxe-model:
- andere bumpers met beschermende plastic hoeken,
- koplampen rechthoekig in plaats van rond,
- geen wieldoppen meer, in plaats daarvan een klein zwart plastic kapje,
- ruitenwissers zijn zwart (geen verblinding),
- kuipstoelen met geïntegreerde hoofdsteunen, nieuwe patronen en meerdere kleuren beschikbaar (beige , oranje , grijs, zwart),
- deurpanelen met een ander patroon,
- kleiner, zachter en sportiever stuurwiel (diameter 360 mm),
- opbergvak in console rond de versnellingspook,
- motor met een dubbele carburateur Weber 32 DMTr 20,
- 4-2-1 uitlaatsysteem,
- achterruitverwarming.

Technische gegevens voor het model 101 Super: cilinderinhoud 1290 cc, vermogen 64 pk (46 kW), compressieverhouding 9,2:1, maximale snelheid 148 km/u.

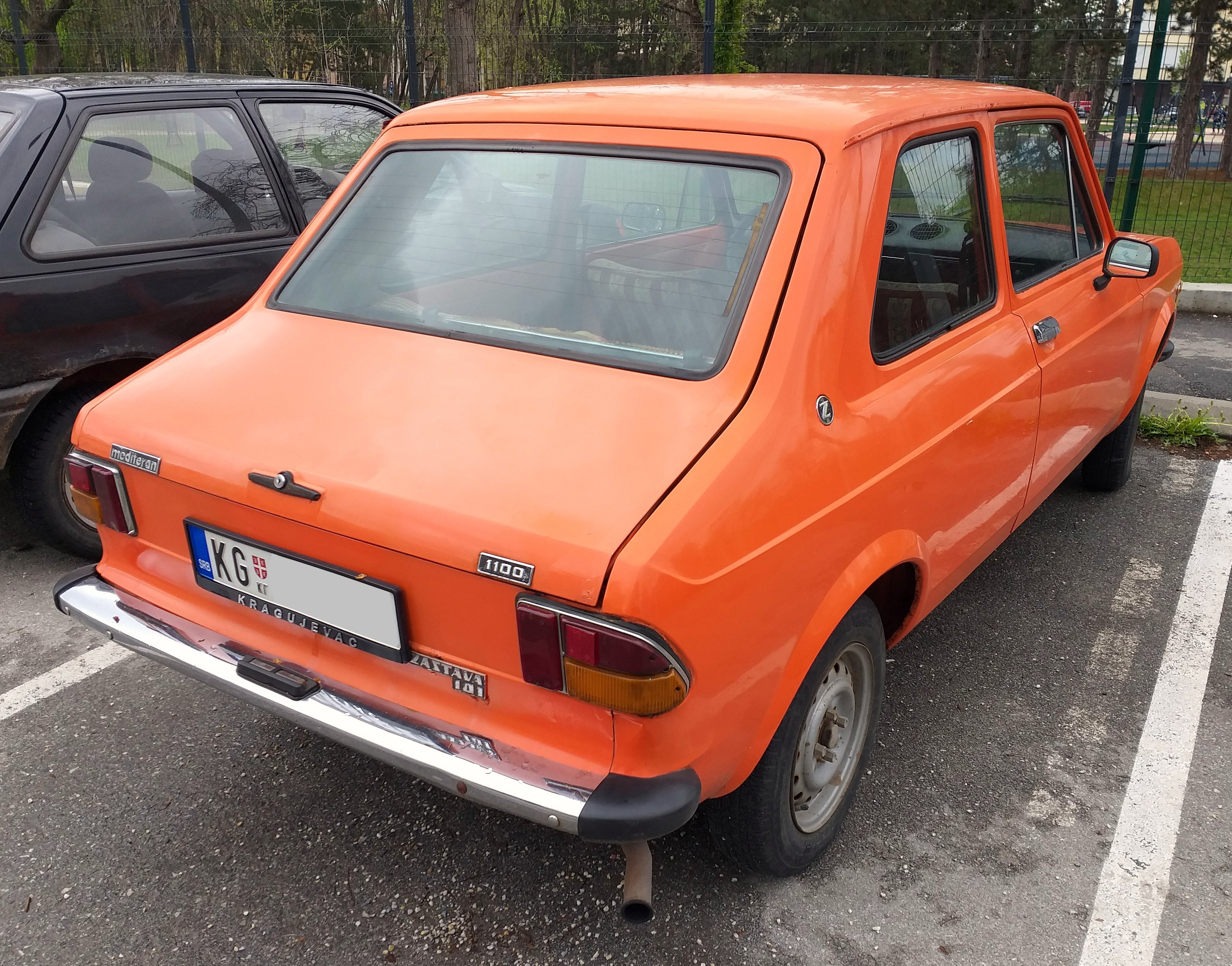
Zastava 101 Mediteran

In 1978 kwam een nieuw model op de markt, de 101 Mediteran. Deze werd vernoemd naar de Middellandse Zeespelen die een jaar later georganiseerd werden in Split, Joegoslavië. Het grootste verschil met andere modellen was dat hij uitsluitend als 3-deurs hatchback werd gemaakt. Ten opzichte van de 101 Super zat het onderscheid in de volgende gegevens:
- opnieuw ronde koplampen,
- voorstoelen zonder ingebouwde hoofdsteun, andere bekleding,
- enkele carburateur (behalve in de uitvoering 1300, die was gelijk aan de 101 S).

Tegelijk met de 101 Mediteran startte de productie van de 101 Confort. De meeste zaken waren gelijk aan de Mediteran, met uitzondering van:
- rechthoekige koplampen,
- 5-deurs,
- beschermende rubber stootstrip langs de zijkant van het voertuig,
- 12V aansluiting (rokerspakket).

De Special 1300, geïntroduceerd in 1979, was de meest krachtige versie en was eigenlijk gelijk aan de 101 Confort, maar had Cromodora 13" lichtmetalen velgen en krachtigere motor. Hij werd gebouwd in een oplage van 1500 exemplaren.
Technische gegevens: cilinderinhoud 1290 cc, vermogen 73 pk (53 kW) bij 6.800 tpm, carburateur Weber 40 DCOE, uitlaatsysteem 4-2-1, topsnelheid meer dan 155 km/u, acceleratie 0–100 km/u in 13 seconden.

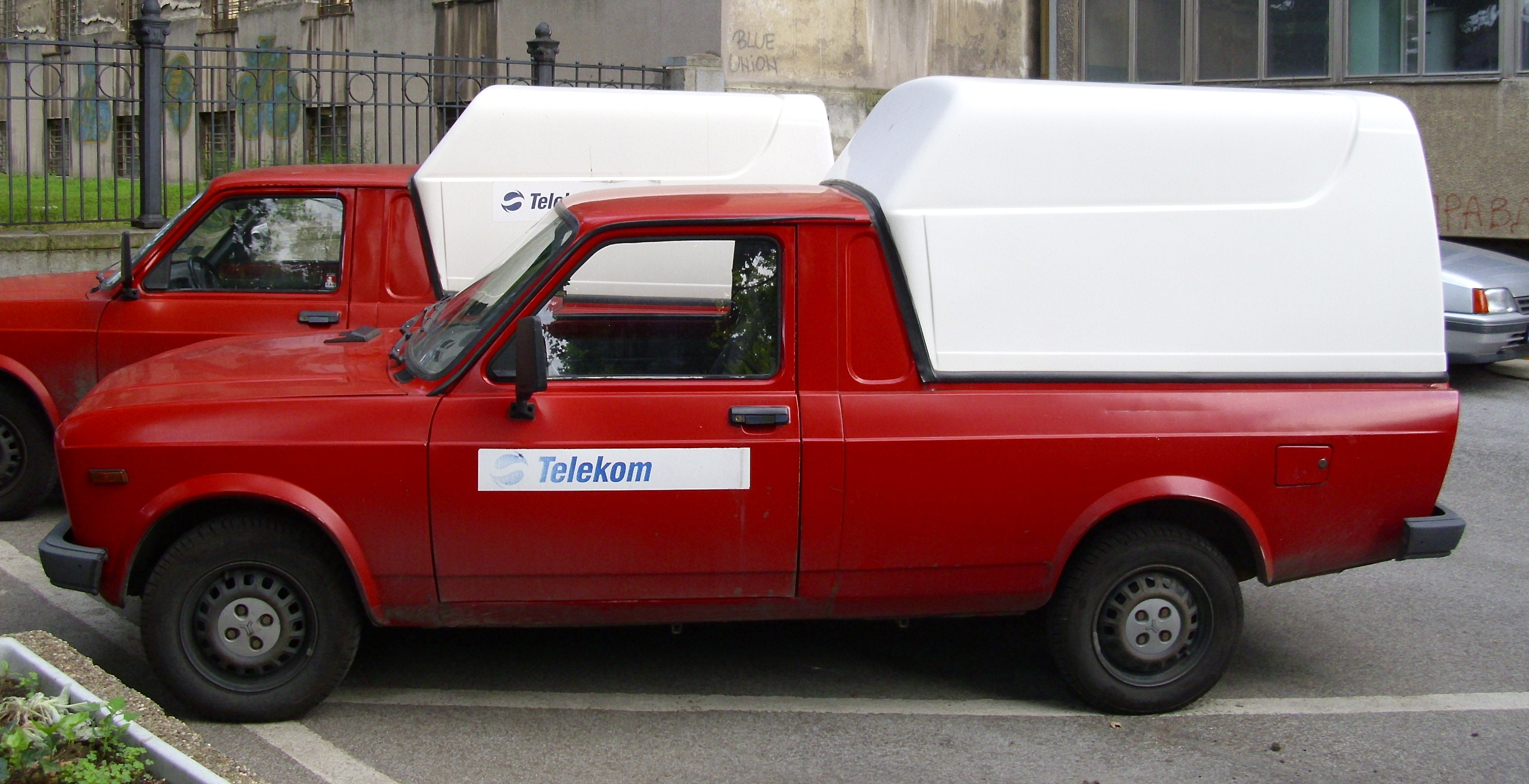
Zastava Poly

In 1983 werd het gamma van beschikbare versies uitgebreid met een pick-up genaamd 101 T of Zastava Poly. Deze had een laadvermogen van 515 kg en een vrachtruimte van 2,3 m³ (met opbouw). De pick-up werd geproduceerd door de fabriek Zastava Specijalni Automobili gelegen in Sombor.

### Zastava 128, 55 GT/GTL en 65 GTL

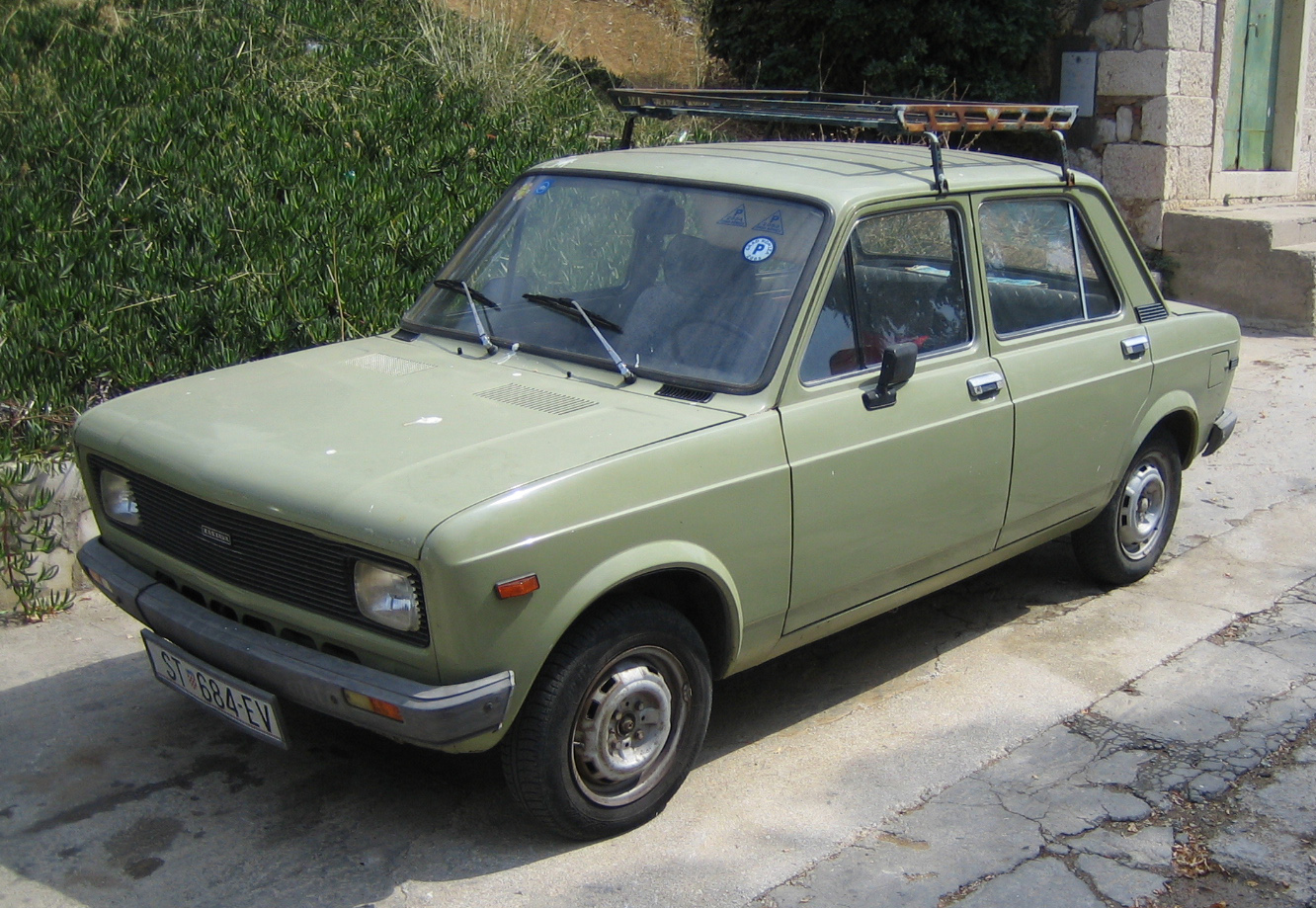
Zastava 128

In 1984 werd ook de vierdeurs sedan-uitvoering van de 128 in productie genomen, de Zastava 128, nadat FIAT zelf de productie hiervan in had 1983 gestaakt.
In 1985 begon de productie van de Zastava 55 (1100 cc, 55 pk) in twee versies. De basisversie (GT) was minder goed uitgerust, de GTL werd voorzien van meer apparatuur. Beide versies hadden het uiterlijk van de tweede generatie Fiat 128: bredere chromen bumpers met plastic aan de randen, knipperlichten en een stadslicht. Op de voorste spatborden waren ook zijknipperlichten gemonteerd. De velgen waren nog 13" maar hadden een nieuwe vormgeving. Onder de deur werd een rubber strip gelijmd. Daarnaast verscheen de Zastava 65 GTL, een model dat identiek was aan de 55 GTL alleen voorzien van een krachtiger 1300cc-motor met 65 pk.

### Yugo als merknaam

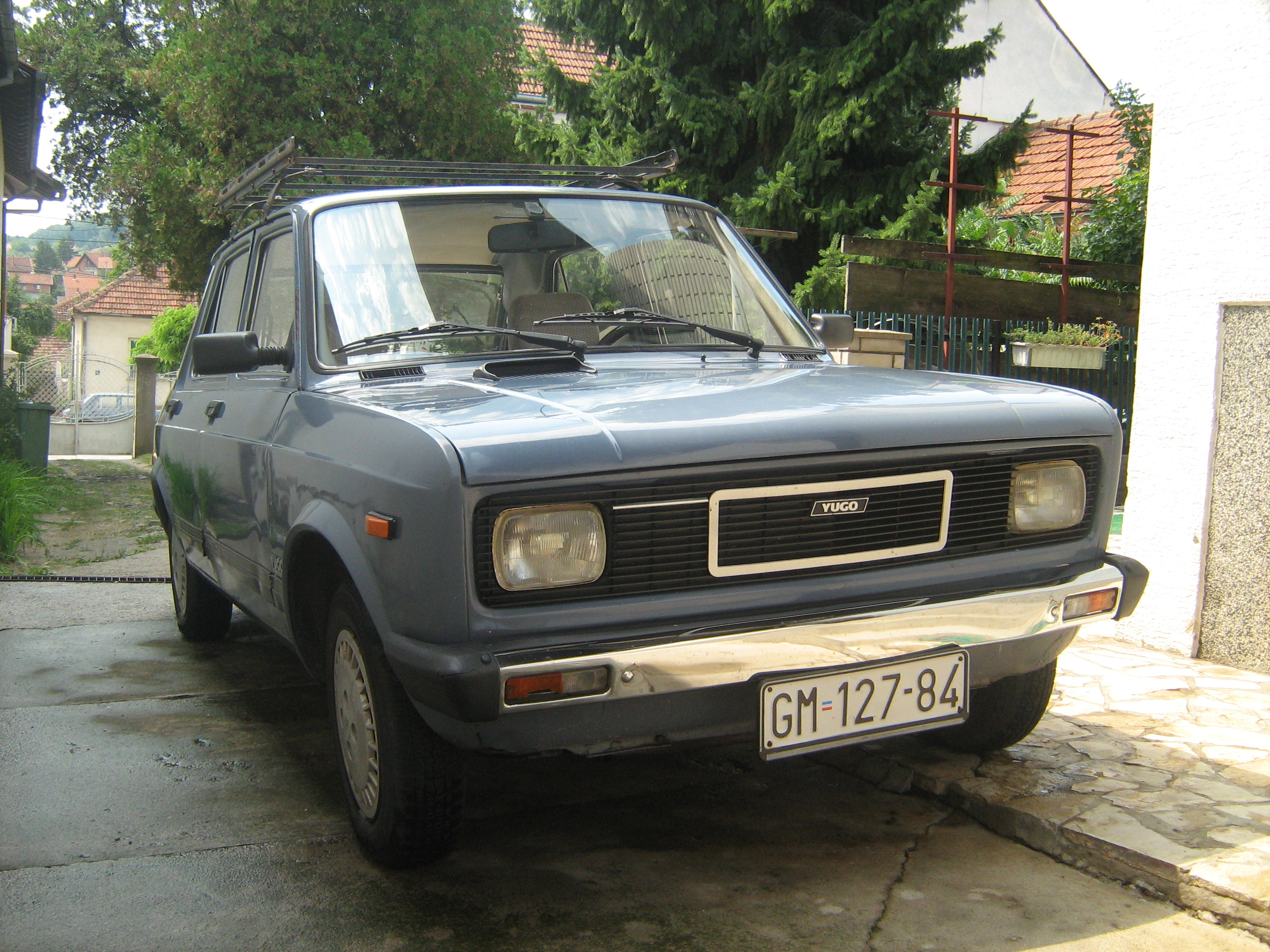
Yugo Skala 55

In 1987 wijzigde Zastava de merknaam van de auto's in Yugo vanwege het succes van dat merk in de Verenigde Staten. Het duo heette vanaf dan de Yugo 1.1 en 1.3 GX. Een Y-insigne werd gebruikt in plaats van de Z en er verschenen meer interieurkleuren. Alle modellen hadden het 4-2-1 uitlaatsysteem.
In 1988 werd de naam weer veranderd, ditmaal in Yugo Skala 55 en Skala 65 en werden wat cosmetische veranderingen doorgevoerd:
- dikkere rubberen stootlijsten op de deuren,
- zwarte deurkrukken,
- decoratieve doppen op de wielen.

Een jaar later werden de volgende zaken toegevoegd:
- volledig kunststof bumpers, veel groter dan de oude,
- glas over het gehele oppervlak van de voordeur (in plaats van driehoekige tochtramen),
- nieuwe inklapbare en van binnenuit verstelbare buitenspiegels,
- de interieurs zijn weer opnieuw ontworpen, afgewerkt in grijs of Sahara geel,
- een Bosch ontstekingssysteem werd geïnstalleerd.

De Skala 65 maakte gebruik van een nieuwe tweetraps Weber 7Y2M-RA carburateur met een elektronisch choke, de 1301cc-motor was gekoppeld aan een vijfversnellingsbak. Deze twee modellen werden geproduceerd tot 1994.

### Zastava Skala

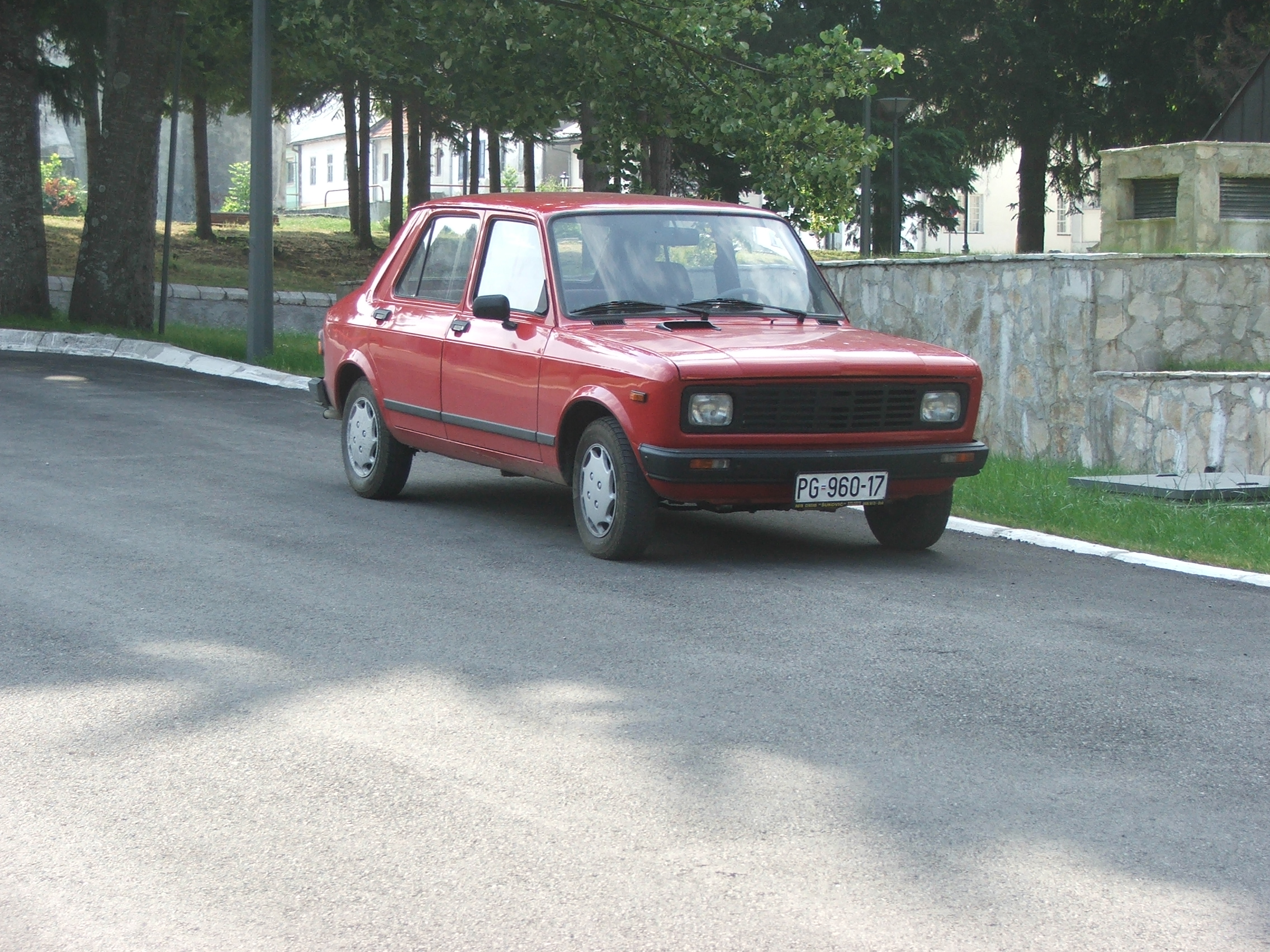
Zastava Skala 55

Na de Balkanoorlog werd de merknaam Yugo vervangen door Zastava en ging de auto als Zastava Skala verder.
Voor het modeljaar 2008 werden een aantal wijzigingen doorgevoerd in de wielophanging en versnellingsbak en werden de namen gewijzigd in Skala 55C en Skala 65C. In 2008 kon in Servië nog een nieuwe Skala worden gekocht voor omgerekend iets minder dan € 4000, hij was daarmee goedkoper dan de Zastava Koral, een doorontwikkelde Yugo.
De laatste Skala verliet de fabriek op 20 november 2008. In 37 jaar werden 1.273.532 voertuigen geproduceerd.

## Licentie
De Zastava 128 werd in Caïro, Egypte geassembleerd door Nasr als CKD-kit, de onderdelenimport werd gedaan door het bedrijf Jugo Misir Trade. De assemblage begon in 1984 en werd in 1995 onderbroken door orders voor het nieuwe model Florida, maar werd hervat in 1999 en zou tot 2009 duren.